# Children International
Children International, fundada en 1936, es una organización humanitaria sin ánimo de lucro cuya misión es "producir un cambio real y duradero en las vidas de los niños que viven en la pobreza". Su oficina matriz está ubicada en Kansas City, Misuri, EE. UU., y cuenta con 17 agencias en 11 países.
La organización lleva a cabo dicha misión principalmente a través de su programa de apadrinamiento, mediante el cual niños de escasos recursos económicos son unidos con padrinos individuales que desean abordar las necesidades inmediatas y básicas de los mismos. El propósito del programa de apadrinamiento es proporcionar a cada niño beneficios y programas de apoyo – principalmente en las áreas de educación y salud – con el fin de brindarles las herramientas y las oportunidades necesarias para mejorar su situación económica. Entre los beneficios principales se encuentran la atención médica y dental, la asistencia educacional, ropa, calzado y ayuda con la vivienda.
Children International actualmente atiende a más de 335,000 niños de escasos recursos económicos en 11 países alrededor del mundo: los Estados Unidos, México, Guatemala, Honduras, la República Dominicana, Colombia, Ecuador, las Filipinas, India, Kenia y Zambia. En Chile clausuró sus operaciones en mayo de 2014.

## Aspectos del programa de apadrinamiento
Atención médica Los niños menores de 12 años que participan en el programa de apadrinamiento de Children International reciben un examen médico anual. Los que tienen condiciones médicas críticas reciben tratamiento de emergencia, obtienen cualquier examen o medicamento necesario y son referidos a especialistas cuando se requiere. Un cuidado continuo es proporcionado en las clínicas médicas de los centros de apadrinamiento, las cuales tratan todo tipo de problemas de salud, desde infecciones respiratorias comunes hasta la varicela.
Educación Los niños de edad escolar reciben asistencia diseñada para combatir las restricciones económicas de sus padres, las cuales pueden impedir que sus hijos ingresen a la escuela. Esta asistencia escolar incluye artículos como uniformes, zapatos, matrículas, mochilas y otros suministros.
Los centros de apadrinamiento – a menudo equipados con juegos y juguetes de desarrollo, así como libros infantiles – están disponibles para los niños que aún no han sido inscritos en la escuela.
Ropa y otros beneficios materiales A través del apadrinamiento, los niños tienen acceso a ayuda material como ropa, calzado, y artículos domésticos.
Programa de Jóvenes Otro aspecto principal de Children International es su Programa de Jóvenes. Este programa está diseñado para ofrecer a los niños apadrinados en etapa de la adolescencia (de 12 a 19 años de edad) la oportunidad de enfocarse en el liderazgo, las habilidades de vida, el servicio comunitario, la participación cívica y otros valores sociales. El programa trata de incrementar la participación de los jóvenes en actividades positivas que aumentan su autoestima y aptitud social, creando simultáneamente un cambio visible entre sus comunidades y sus compañeros.
Los jóvenes también tienen la oportunidad de participar en actividades y eventos recreativos como el atletismo, el teatro, la música y excursiones educativas.
Cuidado dental La mayoría de los centros de apadrinamiento de Children International cuentan con clínicas dentales. El objetivo de estos servicios odontológicos incluye la limpieza de los dientes y las encías de los niños, así como evaluaciones dentales regulares y de seguimiento.
En el caso de que no exista un programa dental regular, el personal médico monitorea los niños en busca de problemas potenciales, y con frecuencia refiere los niños a dentistas o especialistas cuando se requiere tratamiento.
Asistencia nutricional Por medio de Children International, niños apadrinados menores reciben evaluaciones nutricionales, cuyo fin es detectar y tratar casos de desnutrición. Los que presentan un nivel severo de desnutrición son inscritos en el Programa de Nutrición de dicha entidad, donde se les puede administrar alimentos, vitaminas u otro tipo de ayuda de emergencia. Asimismo, los niños apadrinados, sus padres y otros familiares también tienen la opción de recibir orientación alimentaria como cursos acerca del manejo y la preparación de alimentos, juegos y materiales sobre la nutrición e instrucciones sobre la cultivación de huertos.
Asistencia familiar Children International ofrece acceso a una red de apoyo durante desastres naturales y situaciones de emergencia o en casos donde eventos ponen en peligro el bienestar de los niños apadrinados y el de sus familias. Además de asesoría y gestión de crisis, también existe en ciertos casos la disponibilidad de alimentos, ropa y otros tipos de socorro. El propósito es crear una estabilidad a largo plazo para las familias afectadas. Por ende, puede haber centros de apadrinamiento que ofrecen servicios como préstamos microempresariales, capacitaciones en destrezas y programas de concienciación comunitaria.

## Término de operaciones en Chile
En mayo de 2014, Children International comenzó el término y retiro de sus operaciones en la Región de Valparaíso, Chile. Se les envió cartas a los padrinos indicándoles que el programa de apadrinamiento de niños había llegado a su término en este país y que se les asignaba otro menor en otro país como nuevo apadrinado. Children International argumenta que la mejora sostenida en la situación social y económica del país hacen innecesaria la permanencia de la institución y del programa, toda vez que el sistema público es capaz de cubrir de buena forma las carencias de la gente necesitada, citando a su vez cifras de la ONU que indican que Chile dejó de ser un país subdesarrollado. Al momento de la clausura del programa de apadrinamiento, los tres centros de atención de Children International en la Región de Valparaíso atendían alrededor de 17.000 niños; el año 2006, la fundación ya había terminado con su programa en la Región del Maule.

## Filiales
- Aura's House  (en inglés) trabaja con Children International en proyectos factibles y de pequeña escala.